# Sandra Smith (actrice)
 (septembre 2021).
Pour les articles homonymes, voir Smith.
Sandra Smith est une actrice américaine à la retraite, née le 27 juin 1938 à Minneapolis (Minnesota), aux États-Unis.

## Biographie
Elle est, avec William Shatner, la seule personne à avoir interprété le personnage du capitaine James Kirk dans l'histoire de Star Trek jusqu'au reboot cinématographique de 2009 : en effet, dans le vingt-quatrième et dernier épisode de la troisième saison de la série Star Trek (L'Importun), diffusé pour la première fois en 1969, elle interprète la funeste Dr Janice Lester qui s'empare du corps de Kirk, laissant l'esprit de Kirk dans le corps de Lester.
Elle interprète le Dr Lydia Thorpe, un des personnages principaux de la série The Interns (en) diffusée sur la chaîne CBS en 1970 et 1971..

### Vie privée
Elle a été mariée à Steve Reeves du 31 janvier 1955 au 4 septembre 1956. Elle a été mariée à Billy James de 1959 au 22 novembre 1983.  

## Filmographie
- 1958 : Naked City : Lucy
- 1965 : Our Private World (en) : Sandy Larson
- 1965 : The John Forsythe Show : Sandra
- 1966 : Scalplock (pilote de la série " le Cheval de Fer "[Quoi ?] : Joanna Royce
- 1966 : Le Cheval de Fer (Iron Horse ): Joanna Royce / Nora Murphy
- 1967 : Le Virginien : Claire Bingham
- 1967 : Mannix : Violet Brooks
- 1967 : The Big Valley : Beth Randall Barkley
- 1968 : Bonanza : Sarah Sellers
- 1968 : Les Mystères De L'Ouest : Nadine Conover
- 1969 : Star Trek : Janice Lester
- 1970 : The Interns (en) : Dr. Lydia Thorpe
- 1972 : Columbo, (saison 2 de Columbo, épisode 2 : Dites-le avec des fleurs) : Cathy Goodland
- 1972 : Owen Marshall, Counselor at Law (en) : Linda Saugus
- 1973 : Hawaï police d'État : Bella Morgan
- 1973 : Gunsmoke : Maddy
- 1973 : Sur la piste du crime : Christine
- 1973 : L'Homme de fer : Anne Lewis
- 1974 : Nakia (en) : Fay
- 1975 : The Rockford Files : Shirley Atwater